# Realizacja zmiennej losowej
Realizacja zmiennej losowej – wartość danej cechy statystycznej dla konkretnej obserwacji statystycznej. Formalnie: wartość {\displaystyle \zeta (e)} zmiennej losowej {\displaystyle \zeta } dla konkretnego zdarzenia elementarnego {\displaystyle e.}